# José Francisco Boaventura
José Francisco Boaventura (Aljezur, Aljezur, 15 de Maio de 1934 - 10 de Setembro de 2021) foi um político português.

## Biografia
Nasceu na vila de Aljezur, em 15 de Maio de 1934.[carece de fontes?]
Exerceu como presidente da Câmara Municipal de Vila do Bispo, tendo sido a primeira pessoa eleita para este cargo no concelho, após a Revolução de 25 de Abril de 1974. Ocupou esta posição em três períodos, primeiro de 1977 a 1979, depois de 1980 a 1982, e finalmente de 1994 a 1997. No final do segundo mandato, foi sucedido por José António Rosado Spínola (1982-1985) e por José de Deus Vieira Rodrigues (1985-1993), e após o terceiro mandato, o seu sucessor foi Gilberto Viegas, do Partido Social Democrata. Também foi vereador e fez parte da Assembleia Municipal de Vila do Bispo, sempre pelo Partido Socialista. Teve uma carreira destacada como presidente da câmara, tendo sido responsável por várias importantes obras no concelho, como a construção do Bairro da Liberdade e do edifício do Centro Social, ambos em Sagres. Também se evidenciou no movimento associativista do concelho, tendo impulsionado várias instituições, e esteve integrado nos corpos sociais da Associação Humanitária dos Bombeiros Voluntários de Vila do Bispo.
Faleceu em 10 de Setembro de 2021, aos 87 anos de idade. Na altura do seu falecimento, o então presidente da Câmara Municipal de Vila do Bispo, Rute Silva, destacou a «dedicação e trabalho de José Francisco Boaventura à população de Vila do Bispo», tendo a delegação local do Partido Socialista emitido uma nota de pesar. Também foi homenageado durante a cerimónia de abertura da campanha da coligação A Nossa Terra em Boas Mãos para as eleições autárquicas, em 14 de Setembro de 2021.